# Sexy Zoneのたった3日間で人生は変わるのか!?
『Sexy Zoneのたった3日間で人生は変わるのか!?』（セクシーゾーンのたったみっかかんでじんせいはかわるのか）は、2018年4月12日から日本テレビ系列で不定期放送されている日本テレビ製作のバラエティ番組である。毎回Sexy Zoneのメンバーが出演している。Sexy Zone初の地上波冠番組

## 放送リスト
| 回 | 放送日               | 放送時間       | 進行                                | パネラー                                   | ロケゲスト                                             | 備考                                                                               |
| -- | -------------------- | -------------- | ----------------------------------- | ------------------------------------------ | ------------------------------------------------------ | ---------------------------------------------------------------------------------- |
| 1  | 2018年 4月12日（木） | 0:09 - 1:04    | 水卜麻美 （日本テレビアナウンサー） | いとうあさこ、澤部佑、菜々緒、渡辺直美     | 千鳥、笑い飯、やくみつる                               | 『プラチナイト』枠で放送。                                                         |
| 2  | 7月1日（日）         | 23:00 - 23:55  | 水卜麻美 （日本テレビアナウンサー） | 梅沢富美男、滝沢カレン、若槻千夏、渡辺直美 | コロッケ、原口あきまさ、ホリ、宮尾俊太郎、栗山廉       | 『日曜ドラマ』枠の休止時代替番組で放送。                                           |
| 3  | 8月13日（月）        | 23:59 - 翌0:54 | 鈴江奈々 （日本テレビアナウンサー） | いとうあさこ、澤部佑、土屋伸之、渡辺直美   | 矢部太郎、林家木久扇、林家たい平                       | 『プラチナイト』枠で放送。                                                         |
| 4  | 2019年 5月21日（火） | 23:59 - 翌0:54 | (全編ロケでスタジオパート無し）     | (全編ロケでスタジオパート無し）            | 鈴木福、村井國夫、野口五郎、風見しんご、澤部佑、本多修 | 『プラチナイト』枠で放送。 番組名は「極限合宿を監視中!!3日間で人生は変わるのか!?」 |

## スタッフ
- 企画・演出：橋本和明
- 構成：桜井慎一、そーたに、木南広明、橋本大介
- ナレーター（第4回）：森富美（日本テレビアナウンサー、第4回）
- CAM：遠山眞史、熊倉挙司（共に第4回）
- VE：波並裕太、後田良、八尋伸（共に第4回）
- 照明：長谷川英樹（第4回）
- 美術：大川明子
- デザイン：栗原純二
- CG：森三平
- 大道具：泉慎一
- 電飾：佐山直也（第4回）
- 小道具：伊沢英樹
- アクリル装飾（第4回）：松本健
- スタイリスト：渡辺奈央
- メイク：奥松かつら
- 編集：木村有宏
- MA：櫻井伸二
- 音効：中村由紀
- デスク：阿部絵里子
- TK：山沢啓子
- リサーチ：ライターズ・オフィス
- 技術協力：Zeta（第1回 -）、EAT（第1・4回）、プログレッソ（第4回）、エスユー（第1・2・4回）、東京オフラインセンター（第4回）、TALLY（第4回）
- 美術協力：日テレアート
- 撮影協力：SPICE侍（第4回）
- 音源協力（第4回）：第一興商（第2回はカラオケ音源協力）
- 協力：ジャニーズ事務所
- 編成（第4回）：田中俊光
- 宣伝（第4回）：齋藤貴美子
- AD：山本雄暉（第4回）、長田康一（第4回）、柴田あかね（第4回）、角尚紀（第2回 - ）、臼杵花絵（第4回）、岡崎奎人（第4回）、佐々木万由子（第1回 - ）
- AP：笹村啓太、海老澤友美子
- ディレクター：小田葉月（第1回 - ）、伊澤翔太（第4回）、田野辺陽平（第1回 - ）、飯塚淳一（第4回）、吉川真一朗（第1・2・4回）、渡辺春佳（第3回 - ）、満冨洋隆（第1・2・4回）、房安貢生（第4回）
- チーフディレクター：黒石岳志（第2回ではディレクター）
- プロデューサー：吉無田剛（第1回 - ） / 大橋あり（第1回 - ）、須藤大介（第1回 - ）、栄永英幸（第4回）、輿石将大（第4回）
- チーフプロデューサー：道坂忠久、遠藤正累
- 制作協力：いまじん（第1回 - ）、日企（第1回 - ）、Passion（第4回）
- 製作著作：日本テレビ

### 過去のスタッフ
- TM：望月達史（第1 - 3回）
- SW：松嶋賢一（第1 - 3回）
- CAM：大庭茂嗣（第1 - 3回）
- MIX：中野裕介（第1 - 3回）
- VE：岩原正明（第1回）、鈴木裕美（第2回）、飯島友美（第3回）
- 照明：谷田部恵美（第1回）、井口弘一郎（第2・3回）
- 電飾：冨田仁（第1 - 3回）
- リサーチ：フォーミュレーション（第1 - 3回）
- 技術協力：NiTRO、ヌーベルバーグ、日放（第1 - 3回）、池田屋（第3回）
- 撮影協力：LAGUNA SUITE HOTEL & WEDDING SHIN YOKOHAMA、リソル生命の森、STADIUM（第1回）、THE SKY BAR K-BALLET Bunkamura、剱伎衆かむゐ（第2回）、KADOKAWA（第3回）、みず穂（第3回）
- AD：齋藤直人、久保陸（第1回）、寺下和貴（第1 - 3回）、忝原大裕、松本尚也（第1・3回）、大場晶、菊池遼太郎、河﨑千佳子（第2回）、五十棲崇之（第3回）
- AP：安田純奈（第1回）
- ディレクター：須原翔（第1・2回）、山本夕莉奈（第1 - 3回）、水嶋陽（第2回）
- チーフディレクター：高木悟（第2回、第1回ではディレクター）